# Boletín de la Sociedad Aragonesa de Ciencias Naturales
Boletín de la Sociedad Aragonesa de Ciencias Naturales (abreviado Bol. Soc. Aragonesa Ci. Nat.) fue una revista con ilustraciones y descripciones botánicas que fue editada en Zaragoza desde el año 1902 hasta 1918. Fue reemplazada por Boletín de la Sociedad Ibérica de Ciencias Naturales.